# آبشار رینی لیک
آبشار رینی لیک (به انگلیسی: Rainy Lake Falls) آبشاری است که در پارک ملی کسکیدز شمالی، ایالات متحده آمریکا واقع شده و ارتفاع کلی ریزشگاه آن ۸۵۰ فوت (۲۶۰ متر) است.